# Deutsche Aerospace AG

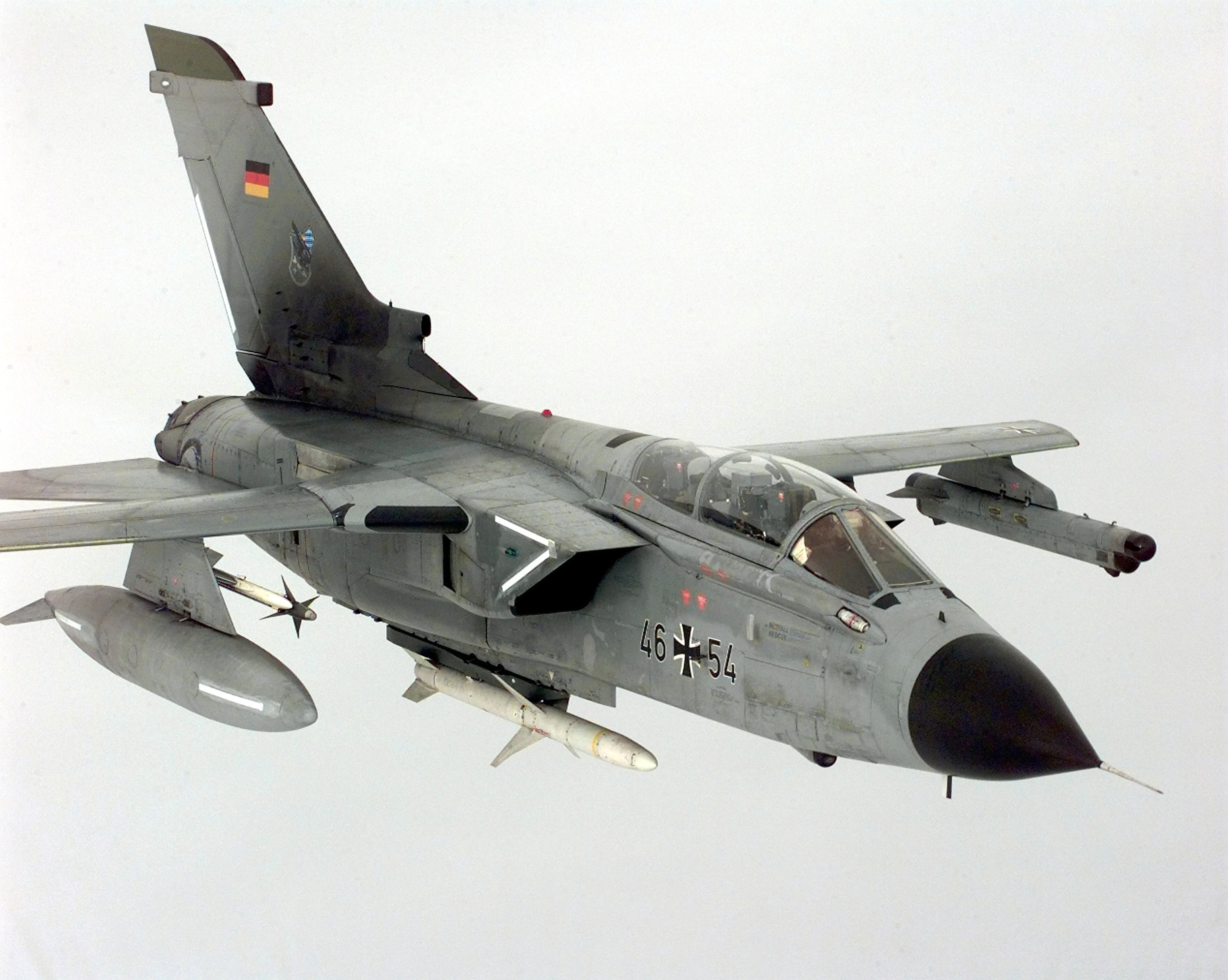
Літак Luftwaffe Tornado ECR

DASA (офіційна назва Deutsche Aerospace AG, пізніше Daimler-Benz Aerospace AG, потім DaimlerChrysler Aerospace AG), колишня дочірня компанія Daimler-Benz AG (пізніше DaimlerChrysler) з 1989. У липні 2000, DASA об'єдналася з Aérospatiale-Matra і CASA і утворила EADS.

## Історія
DASA (повністю Deutsche Aerospace Aktiengesellschaft) була створена 19 травня 1989 шляхом злиття аерокосмічних підрозділів Daimler-Benz, MTU München та Dornier Flugzeugwerke. У грудні 1989 Daimler-Benz придбали Messerschmitt-Bölkow-Blohm (MBB) і об'єднали у DASA.
У березні 1990 Daimler-Benz почали реструктуризацію нової групи, об'єднуючи окремі компанії у п'ять продуктивних груп; Літальні апарати, Космічні системи, Оборона і Цивільні системи/Силові установки. Деякі компанії працювали під своїми назвами, але у 1992 більшість (в тому числі MBB та TST) були повністю інтегровані. У 1992, підрозділ вертольотів приєднався до підрозділу Aérospatiale утворивши Eurocopter.
1 січня 1995 змінила назву на Daimler-Benz Aerospace AG. З об'єднанням у 1998 Daimler Benz і Chrysler Corporation компанія була перейменована на DaimlerChrysler Aerospace AG 7 листопада 1998.

### Перехід до EADS
Зміцнення оборони стало серйозною проблемою у 1998, повідомлялося про об'єднання різних європейських оборонних груп — загалом одна з одною, але також і з американськими партнерами.
10 липня 2000 DASA (без MTU) об'єдналися з Aérospatiale-Matra Франція та Construcciones Aeronáuticas SA (CASA) Іспанія утворивши European Aeronautic Defence and Space Company (EADS). Колишня DaimlerChrysler Aerospace тепер працює під назвою EADS Germany.

## Проекти
У 1993 MiG Aircraft Support GmbH утворила з DaimlerChrysler Aerospace холдінг з 50% акцій. Компанія провела модернізацію 24 МіГ-29 до стандартів НАТО. Літаки дісталися у спадок від НДР після об'єднання країни.
Як частина консорціуму Eurofighter DaimlerChrysler Aerospace випускають центральні секції фюзеляжу усіх літаків, (DA) починаючи з DA1 який вперше піднявся у повітря на територій DaimlerChrysler Aerospace у березні 1994. DaimlerChrysler Aerospace були відповідальні за оновлення флоту німецьких літаків Panavia Tornados, який був схожий на британське оновлення GR4.
Завдяки досвіду роботи з літаками Німеччини і НАТО DaimlerChrysler Aerospace стали експертами у галузі оновлення союзних літаків, в тому числі F-4 Phantom II та E-3 Sentry.